# Мхитар Анеци
Мхита́р Анеци́ (арм. Մխիթար Անեցի), — армянский историк и церковный деятель XII—XIII вв.

## Биография
Жил и творил в городе Ани. Обучение прошел в монастырском комплексе Оромос, позже стал протоиереем Анийского Кафедрального Собора. По просьбе настоятеля Аричаванка Григор вардапета пишет историю Армении с незапамятных времен до своего времени. Анеци работал над «Историей» примерно десять лет и закончил её в 1193 году. Труд состоял из трёх книг. В первой книге рассказывается история Армении начиная с царствования Паруйра до падение царства Багратидов. Во второй книге освящается история региона XI—XII вв и сельджукское завоевание. Третья книга посвящена крестовым походам. До наших дней дошла только часть первой книги, которая была издана в 1879 году в Санкт-Петербурге. От творчества Мхитара Анеци до нас дошло и одно сказание о пророке Мухамеде. Некоторые исследователи приписывают ему также небольшое историческое сочинение «История города Ани» (1236 г.).